# 망상장애
망상장애(妄想障碍, 영어: delusional disorder)는 망상을 특징으로 하는 정신질환의 일종이다. 환자는 조현병과 유사하게 망상을 보이는 데 반해 환각, 사고장애, 정동둔마 등은 보이지 않는 것이 특징이다. 일반적으로 괴이하지 않은 망상이 나타나나 항상 그러한 것은 아니다. 망상과 연관된 것을 제외하면 별다른 이상을 보이지 않아 다른 정신증에 비해 사회적·직업적 기능이 상대적으로 유지되는 경향을 보인다.

## 징후 및 증상
다음은 망상 증세를 가리킨다.
1. 반대 증거를 제시함에도 불구하고, 환자는 비정상적인 고집이나 힘에 대한 생각 혹은 믿음을 드러낸다.
2. 이런 생각이 환자의 삶에 과도한 영향을 주며, 삶의 방식이 이해하기 힘들 정도로 바뀌기도 한다.
3. 환자의 신념이 확고하지만, 이에 대하여 의문이 제기될 때 침묵하거나 의혹을 보이기도 한다.
4. 유머가 없고 특히 신념에 대하여서 과도하게 예민하다.
5. 구심성(centrality)이 있다. 기괴한 일들이 환자에게 일어날 가능성이 상당히 적음에도 환자는 의문 제기 없이 이를 그대로 받아들인다.
6. 신념에 반대하려고 하면 비정상적으로 강력한 감정반응(emotional reaction)을 일으킬 수 있으며, 극도의 예민함과 호전성을 보이기도 한다. 이들은 다른 의견을 받아들이지 않는다.
7. 적어도 신념 자체가 일어날 개연성이 없으며, 환자의 사회적, 문화적, 종교적 배경과도 거리가 멀다.
8. 환자는 생각에 감정적으로 지나치게 몰입되어 있으며, 자신의 정신세계(psyche)의 다른 요소들을 압도하게 된다.
9. 환자는 자신의 망상적 신념에 따라서는 이해 가능한 것일지라도, 망상이 보이면 비정상적인 행동이나 성격에 맞지 않는 행동을 보인다.
10. 환자를 아는 사람이 보기에도 환자의 신념과 행동이 평소 성격에 맞지 않고 이상하게 느껴진다.

망상 장애의 추가적 특징은 다음과 같다.
1. 1차성 장애(primary disorder)이다.
2. 환자가 비상할 정도의 끈기를 가지고서 집착하는 망상이 나타나는 것을 특징으로 하는 안정적인 장애이다.
3. 질병은 만성적이며 흔히는 평생 가기도 한다.
4. 망상은 논리적으로 구성되어 있고 내적으로 일관된다.
5. 망상적 체계(delusional system)에서 논리가 왜곡되지만, 망상 자체는 일반적인 논리성을 해치진 않는다. 또한 행동에서의 일반적인 장애는 보이지 않는다. 장애 행동을 보이게 되면, 망상적 신념과 직접 관련되어 있다.
6. 상당한 자기언급(self-reference)을 보인다. 타인에게는 무의미한 것에 상당한 의미를 부여하고 망상들을 둘러싼 환경은 상당히 긴장되어 있다.

## 진단
미국정신의학회(APA)의 정신질환 진단 및 통계 편람(DSM-Ⅳ-TR)의 진단 기준이다. (망상증상은 양성증상과 음성증상 중 양성증상에 해당.)
- 기괴하지 않은 망상(즉, 미행 당한다거나, 누가 독을 먹인다거나, 감염되었다거나, 멀리서 타인이 자신을 사랑한다거나, 배우자나 연인이 부정하다거나, 질병을 가지고 있다는 등 현실에서 일어날 수 있는 상황과 관련된다).
- 조현병의 진단 기준 1)이 한 번도 충족된 적이 없었다.

주의: 망상적 주제와 연관되어 환촉(幻觸)이나 환미(幻味)가 망상 장애에서 나타날 수 있다.
- 망상이나 망상에 이어지는 판단 장해에 의해 영향받는 경우를 제외하고는, 기능 수준은 심하게 손상되지 않으며, 행동도 이상하거나 기괴하지 않다.
- 망상과 동반되는 우울삽화 등의 기분 장애 증상이 나타나는 경우, 기분 삽화(mood episode)의 기간이 전체 망상의 기간에 비해 상대적으로 짧아야 한다.
- 장애가 남용 약물, 투약 약물과 같은 물질 또는 일반적인 의학적 상태의 직접적인 생리적 효과로 인한 것이 아니어야 한다. 망상 장애로 진단받은 후에 다음과 같이 유형을 세분화하도록 한다. (주요 망상 주제에 근거하여 다음의 아형이 적용된다)

① 색정형(erotomanic type, 색정증) : 높은 지위에 있는 다른 사람이 자신과 사랑에 빠졌다고 믿는 망상
② 과대형(grandiose type, 과대망상) : 확대된 가치, 힘, 지식, 정체감, 또는 신격화된 인물이나 유명인과의 특별한 관계에 대한 망상
③ 질투형(jealous type, 부정망상) : 연인이 부정하다는 망상
④ 피해형(persecutory type, 피해망상) : 누군가가 (또는 친한 사람이) 악의적으로 행동한다는 망상
④ 신체형(somatic type, 신체형통증장애) : 신체적 결함이나 일반적인 의학적 상태가 있다고 생각하는 망상
⑥ 혼재형(mixed type) : 위의 유형 가운데 한 가지 이상의 특징을 보이지만, 어느 한 가지 특징도 두드러지지 않는 경우
⑦ 불특정형(unspecified type) : 기타, 위에 특정된 유형의 범주로 분류될 수 없는 망상증

## 원인
망상장애의 원인은 명확히 규명되어 있지 않지만 유전적, 생물화학적, 환경적 요인이 복합적으로 작용하는 것으로 보인다. 일부 환자는 뇌와 메시지를 주고 받는 신경전달물질(neurotransmitters)의 불균형을 보인다.
최근에는 망상장애를 조현병(schizophrenia)과 같은 스펙트럼으로 분류하는 시각도 있으며, 증상이나 기능장애(functional disorder)의 심각도가 덜한 점이 주요한 차이가 된다.

## 역학
위험 요인(risk factor)으로 가족력, 심한 스트레스, 낮은 사회경제적 지위, 약물남용, 이민, 결혼, 취직, 남성 독신, 사별한 여성 등이 있다.
임상적으로 망상장애는 실제 진단되는 경우가 드문 질병인데, 증상의 특성과 사회적 기능 유지로 추정 환자와 주변인이 병을 인지하기 힘든 것이 원인으로 추정된다. 발병 또는 진단은 30~40대 이후에 이루어지는 경우가 흔하며 남성보다 여성에게서 더 많이 발견된다.

## 같이 보기
- 관계 사고와 관계 망상
- 님비
- 망상
- 조현병(정신분열증)
- 책임전가(영어판)
- 편집증
- 피해망상
- 감응성 정신병(Folie à deux)